# UFC Fight Night: Lewis vs. Hunt
UFC Fight Night: Lewis vs. Hunt var en MMA-gala som arrangerades av Ultimate Fighting Championship och ägde rum 11 juni 2017 i Auckland i Nya Zeeland. 

## Resultat
1. ↑  Catchweight 118 lbs.[2]